# Callicore atacama
Espèce
Callicore atacama est une espèce de lépidoptères (papillons) de la famille des Nymphalidae et de la sous-famille des Biblidinae et du genre Callicore.

## Dénomination
Callicore atacama a été décrit par William Chapman Hewitson en 1851 sous le nom initial de Catagramma atacama.

### Noms vernaculaires
Callicore atacama se nomme Yellow-banded Eighty-eight en anglais.

### Sous-espèces
- Callicore atacama atacama présent en Équateur, en Colombie et au Pérou.
- Callicore atacama faustina (Bates, 1866); présent au Costa Rica, à Panama
- Callicore atacama folschveilleri Attal, 2008; présent au Costa Rica.
- Callicore atacama manova (Fruhstorfer, 1916); présent au Costa Rica, à Panama, en Colombie, en Équateur et au Venezuela[1].

## Description
Callicore atacama est un papillon d'une envergure de 47 mm à 50 mm, au dessus de couleur marron à noir avec aux ailes antérieures une large bande jaune d'or du milieu du bord costal à l'angle externe et aux ailes postérieures une large bande centrale bleu violet ,.
Le revers des ailes antérieures présente la même large bande jaune d'or que le dessus avec en plus des rayures beige à l'apex alors que les ailes postérieures sont de couleur marron à noir ornementées de rayures beige.

## Biologie

### Plantes hôtes
Les plantes hôtes de sa chenille sont des Allophylus.

## Écologie et distribution
Callicore atacama est présent au Costa Rica, à Panama, en Colombie, en Équateur, au Venezuela et au Pérou.

### Protection
Pas de statut de protection particulier.